# 10795 Babben
10795 Babben (tên chỉ định: 1992 EB5) là một tiểu hành tinh nằm ở rìa ngoài của vành đai chính. Nó được khám phá thông qua Uppsala-ESO Survey of Asteroids và Comets ở Đài thiên văn La Silla ở Chile ngày 1 tháng 3 năm 1992. Nó được đặt theo tên Barbro Babben Larsson, a Swedish actress, singer, và comedienne.